# Detector de partícules

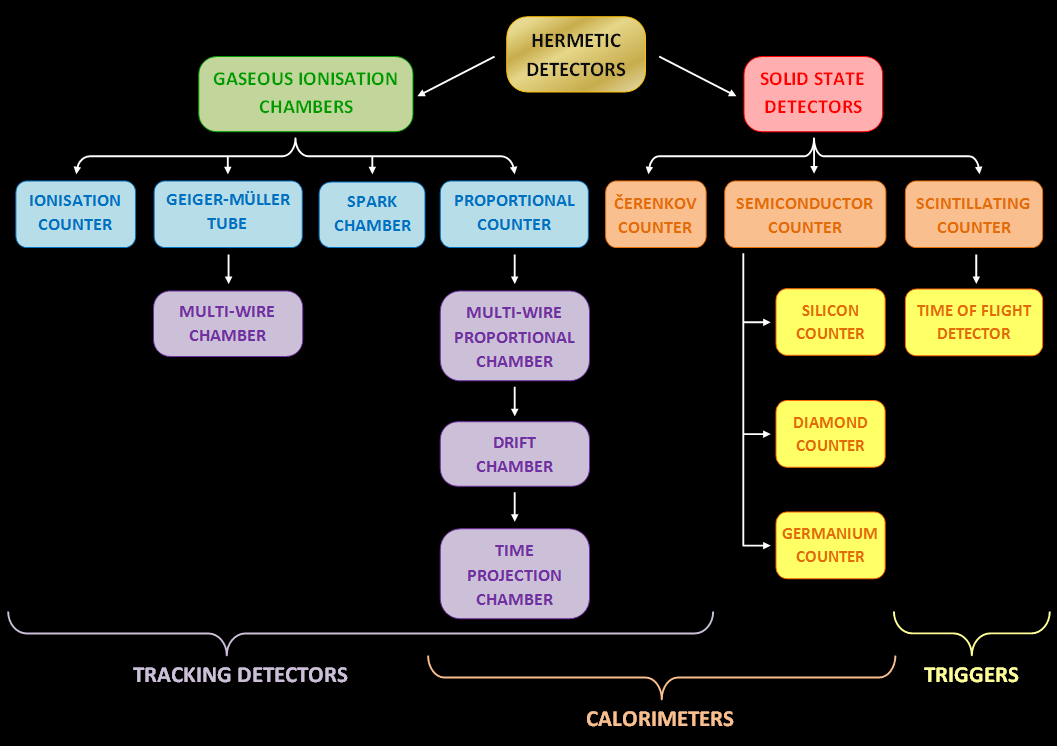
Sumari de detectors de partícules

En física de partícules experimental, un  detector de partícules , també conegut com  detector de radiació , és un dispositiu usat per rastrejar i identificar partícules d'alta energia, com les produïdes per la desintegració radioactiva, la radiació còsmica o les reaccions en un accelerador de partícules.

## Descripció
Els detectors dissenyats per als acceleradors moderns són enormes en grandària i cost. El terme «comptador» s'usa sovint en lloc de «detector» quan el dispositiu compte les partícules detectades però no determina la seva energia o ionització. Els detectors de partícules solen poder també rastrejar la radiació ionitzant (fotons d'alta energia o fins i tot llum visible). Si la seva finalitat principal és la mesura de la radiació, se'ls crida detectors de radiació, però com els fotons poden veure també com partícules (sense massa), el terme «detector de partícules» segueix sent correcte.

### Exemples i tipus
Els tipus de detectors de partícules inclouen:
- Calorímetre
- Cambra de bombolles
- Cambra d'espurnes
- Cambra de flux
- Cambra de boira, cambra de difusió
- Cambra de projecció de temps (TPC)
- Cambra gasosa de microestructura (MSGC)
- Cambra de fils (o cambra de deriva), la versió moderna sent la cambra proporcional de multifils (MWPC)
- Centellejador
- Detector Cherenkov, detector de aerogel
- Detectors de ionització gasosa (cambra d'ionització, comptador proporcional, comptador Geiger)
- Detector de temps de vol
- Detector de transició de radiació
- Detector RICH
- Detector semiconductor
- Dosímetre
- Electroscopi
- Fotodíode
- Fotomultiplicador
- Fotomultiplicador de silici o SIPM
- Hodoscopi
- Placa fotogràfica
- Tub de corrent

### Detectors moderns
Els detectors moderns en física de partícules combinen varis dels anteriors elements en capes, a manera de ceba.

## Instal·lacions de detectors de partícules

### Dins de col·lisionadors
- En el CERN:
  - Per al LHC: CMS, ATLAS, LHCb, ALICE
  - Per al LEP: Aleph, Delphi, L3, Opal
  - Per al SPS: Gargamelle, NA49
- En el Fermilab:
  - Per al Tevatró: CDF, D0
- En el DESY:
  - Per HERA: H1, HERA-B, HERMES, ZEUS
- En el BNL:
  - Per al RHIC: STAR
- En el SLAC:
  - Per al SLC: SLD
- Altres
  - MECO per al UC Irvine

### Fora de col·lisionadors
- Super-Kamiokande
- AMANDA